# Tau Beta Pi

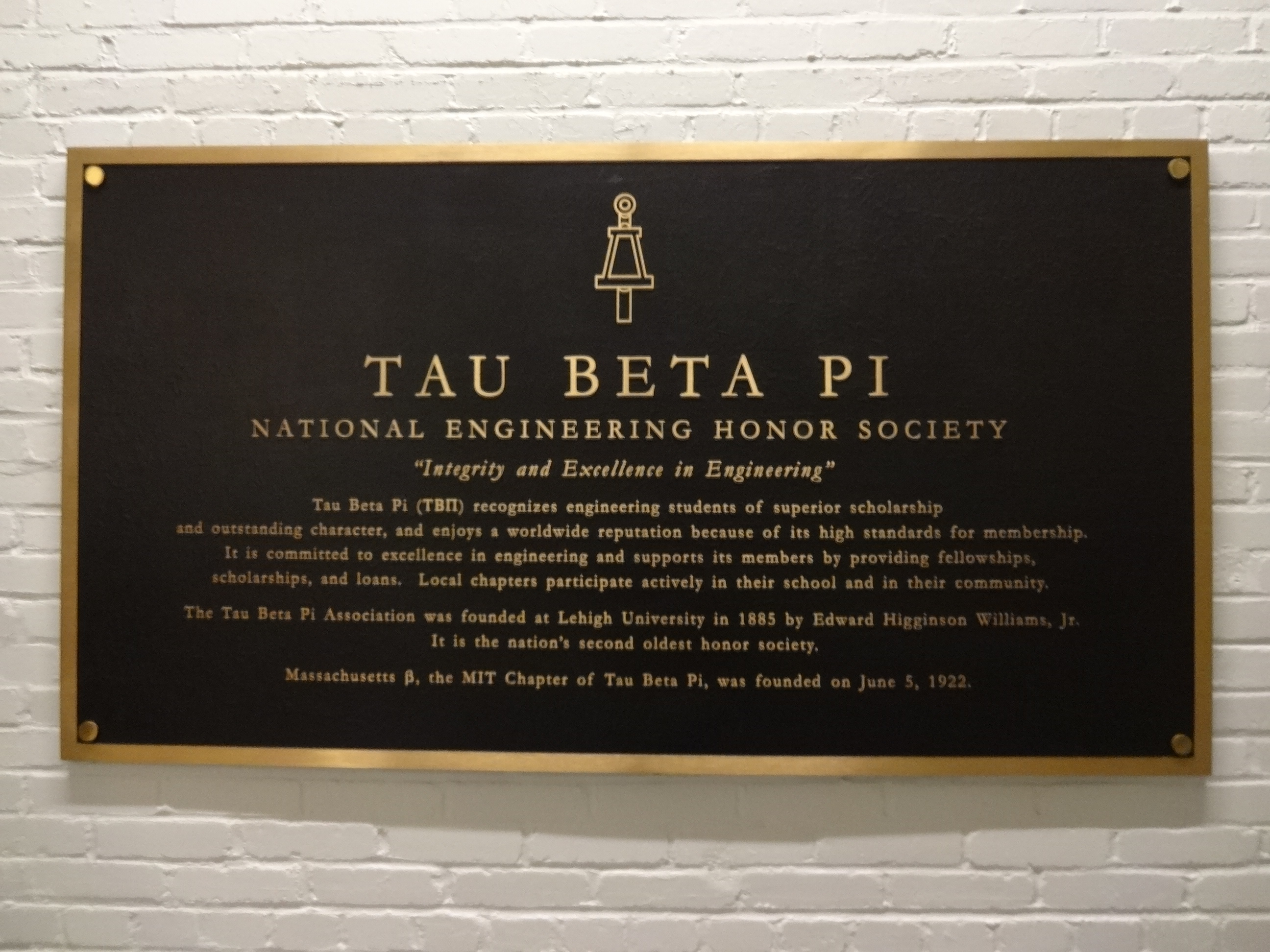
Placa da associação dentro do MIT.

A Associação Tau Beta Pi (abreviações: TBP, ΤΒΠ) é a sociedade de honra mais antiga dos Estados Unidos na área de Engenharia. Nos Estados Unidos, sociedades de honra são organizações profissionais criadas para reconhecer a excelência de um profissional entre seus pares. A Tau Beta Pi honra estudantes de engenharia que demonstram um histórico acadêmico diferenciado, assim como dedicação à integrade pessoal e profissional.
A Tau Beta Pi é representada nas maiores universidades americanas, incluindo a Universidade de Berkeley (TBP California Alpha), Stanford (TBP California) e MIT (TBP Massachussets Beta).